# Wappen des Bezirks Friedrichshain-Kreuzberg
Das Wappen des Bezirks Friedrichshain-Kreuzberg ist vom erst 1991 entworfenen Wappen des ehemaligen Berliner Bezirks Friedrichshain abgeleitet.
Das Wappen wurde dem Bezirk Friedrichshain-Kreuzberg am 7. Oktober 2003 vom Senat des Landes Berlin verliehen.

## Blasonierung
„In silbernem Schild mit blauem Wellenschildfuß, belegt mit vier silbernen Wellenfäden, eine rote gezinnte Brücke, die durch zwei spitzbedachte und beknaufte Türme, welche mit Zinnen, Zwischendächern, Simsen und schwarzen Schießscharten und Spitzfenstern bedeckt sind, in drei gleichmäßige Bögen unterteilt ist. Die beiden äußeren Bögen sind als Halbbögen dargestellt. Auf dem Schild ruht eine rote dreitürmige Mauerkrone, deren mittlerer Turm mit dem Berliner Wappenschild belegt ist.“

## Geschichte und Bedeutung
Die größten Teile des heutigen Bezirks Friedrichshain-Kreuzberg gehörten bereits 1861 zum Stadtgebiet Berlins. Eine eigenständige Gemeinde oder Stadt Friedrichshain beziehungsweise Kreuzberg gab es nicht. Die Gliederung in Ortsteile und Bezirke erfolgte erst mit der Bildung Groß-Berlins im Jahre 1920. Kreuzberg hieß bei der Bildung des Bezirks erst Hallesches Tor und wurde 1921 nach der höchsten Erhebung des Bezirks benannt, dem Kreuzberg. Dieser verdankt seinen Namen dem Kreuz des von Karl Friedrich Schinkel entworfenen Nationaldenkmals für die Befreiungskriege.
Zu dem Gebiet des heutigen Kreuzberg gehören die südlichen Teile der ehemaligen Vorstädte Friedrichstadt und Luisenstadt, die ihrerseits eigene Wappen besaßen.

Wappen der Friedrichstadt

### Friedrichstadt
Die Friedrichstadt wurde 1692 als dritte Neustadt westlich von Friedrichswerder von Friedrich I. gegründet. Ihren Namen erhielt sie aber erst 1706. Nach nicht einmal weiteren vier Jahren, am 1. Januar 1710, wurde sie Bestandteil der „Königlichen Haupt- und Residenzstadt“.
Das Wappen der Friedrichstadt zeigt in silbernem Schild einen von Schwarz und Rot gespaltenen goldenbewehrten Adler. Links der rote brandenburgische Adler und rechts der schwarze preußische Adler.

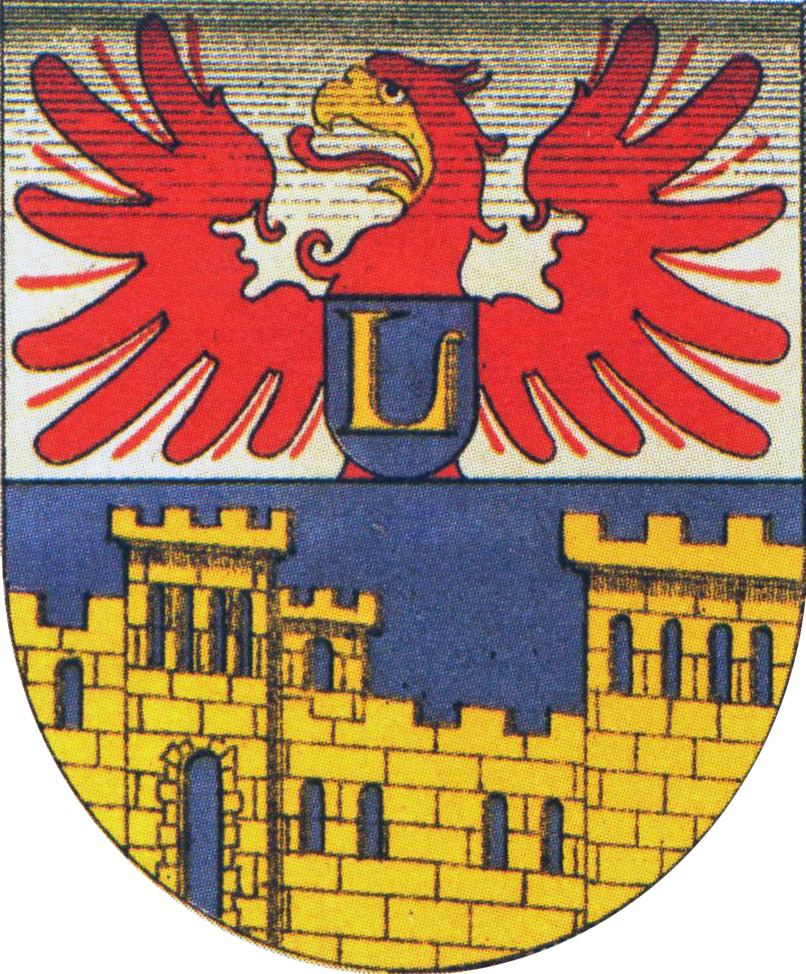
Wappen der Luisenstadt

### Luisenstadt
Am 4. April 1802 verfügte König Friedrich Wilhelm III. der Cöpenicker Vorstadt den Namen Luisenstadt beizulegen, nach seiner Gemahlin, Königin Luise. Fortan führte Luisenstadt auch ein Wappen. Das Wappen der Luisenstadt ist geteilt und zeigt im oberen silbernen Feld einen wachsenden roten brandenburgischen goldenbewehrten Adler. Die Brust des Adlers ist mit einem blauen Schild belegt, der den goldenen Großbuchstaben „L“ enthält. Das „L“ steht für den Namen des Stadtteils. Das untere blaue Feld zeigt eine nach rechts hin perspektivisch ansteigende golden tingierte Stadtmauer mit offenen Stadttor. Die Stadtmauer ist befenstert.

### Bezirk Friedrichshain

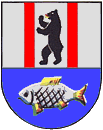
Bezirkswappen Friedrichshains von 1935

Das erste Wappen führte der Bezirk Friedrichshain 1935 ohne Genehmigung des Berliner Senats ein. Dieses Wappen, mit geteiltem Schild, zeigt im oberen Silber tingierten Feld das Rot-Weiß(Silber)-Rote Banner Berlins mit dem aufrecht schreitenden Bären. Im unteren blauen Feld einen von (heraldisch) links nach rechts schwimmenden silbernen Karpfen mit goldenen Flossen. Der obere Teil des Wappens mit dem Berliner Banner steht für den Teil des Bezirks Friedrichshain, der schon vor 1920 Bestandteil von Berlin war. Der untere Teil ist das Wappen von Stralau. Die Landgemeinde Stralau wurde 1920 nach Groß-Berlin eingemeindet und in den Bezirk Friedrichshain eingegliedert. Das Wappen symbolisierte so die beiden zum Bezirk zusammengelegten Stadtgebiete.

Bezirkswappen Friedrichshains von 1987

Offiziell bekam der Bezirk 1987 zur 750-Jahr-Feier Berlins ein Wappen verliehen. Der Entwurf für dieses Wappen stammt vom Berliner Detlef Jahn. Das Wappen ist gespalten von Gold und Silber. Das rechte goldene Feld zeigt mit Eckturm und Laternenträger die Teilansicht der durch den Bezirk verlaufenden Karl-Marx-Allee, einer der Hauptmagistralen Berlins. Im linken silbernen Feld der aufrecht schreitende, nach rechts blickende und rotbezungte Berliner Bär, in den Tatzen gestürzt einen schwarzstieligen Spaten mit silbernem Griff und Blatt. Das Wappen sollte die geleistete Aufbauarbeit seit den ersten Nachkriegsjahren in den durch den Zweiten Weltkrieg schwer zerstörten Stadtteil versinnbildlichen.

Bezirkswappen Friedrichshains von 1993

Nach der Wiedervereinigung Deutschlands und damit auch Berlins, wurde das Wappen des Bezirks Friedrichshain 1991 neu entworfen. Das Wappen wurde dem Bezirk am 23. März 1993 vom Senat von Berlin verliehen. Bei der Gestaltung des Wappens lehnte man sich an das Wappen von 1935 an. Das Wappen zeigt in silbernem Schild auf blauem Schildfuß die rote Oberbaumbrücke. Im Schildfuß findet sich der silberne Karpfen des Stralauer Wappen wieder. Auf dem Wappen ruht die alle Bezirke mit Berlin verbindende Mauerkrone. Die Oberbaumbrücke, nach der Wiedervereinigung Berlins aufwendig saniert, ist seitdem das neue Wahrzeichen des Bezirks Friedrichshain.

### Bezirk Kreuzberg

Bezirkswappen Kreuzbergs von 1956

Das Wappen des Bezirks Kreuzberg wurde dem Bezirk 23. Juli 1956 vom Berliner Senat verliehen. Bereits im Jahre 1949 hatte das Bezirksamt ein Wappen formlos angenommen, dessen Motiv das Schinkelsche Kreuz bildete. Da dieses Wappen aber in künstlerischer und heraldischer Hinsicht nicht den Anforderungen entsprach, wurde es bei der Beantragung zur Verleihung 1954 von Senat abgelehnt. Daraufhin beauftragte der damalige Bezirksbürgermeister Willy Kressmann den Heraldiker Ottfried Neubecker, der auch das aktuelle Berliner Wappen entwarf, ein neues Wappen für den Bezirk zu entwerfen. Dieser Wappenentwurf wurde am 27. Juni 1956 von der Bezirksverordnetenversammlung gebilligt und am 23. Juli 1956 vom Berliner Senat genehmigt.
Das Wappen ist von Silber und Schwarz gespalten. Es zeigt eine eingebogene und oben in ein Tatzenkreuz auslaufende gespaltene Spitze. Die rechte schwarze Hälfte dieser Wappenfigur in rechtem silbernem Feld und die linke silberne Hälfte schwarz gemauert in linkem schwarzem Feld. Auf dem Wappen ruht die alle Bezirke mit Berlin verbindende Mauerkrone. Die Farben Schwarz-Weiß (Silber) geben die preußischen Farben wieder. Das Mauerwerk soll darauf hinweisen, dass der Bezirk im Zweiten Weltkrieg schwer zerstört wurde und 1956, im Jahr der Wappenverleihung, erst zur Hälfte wieder aufgebaut war. In Bezug auf den Bezirksnamen Kreuzberg versteht sich das Kreuz als Motiv eines redenden Wappens.

### Bezirk Friedrichshain-Kreuzberg

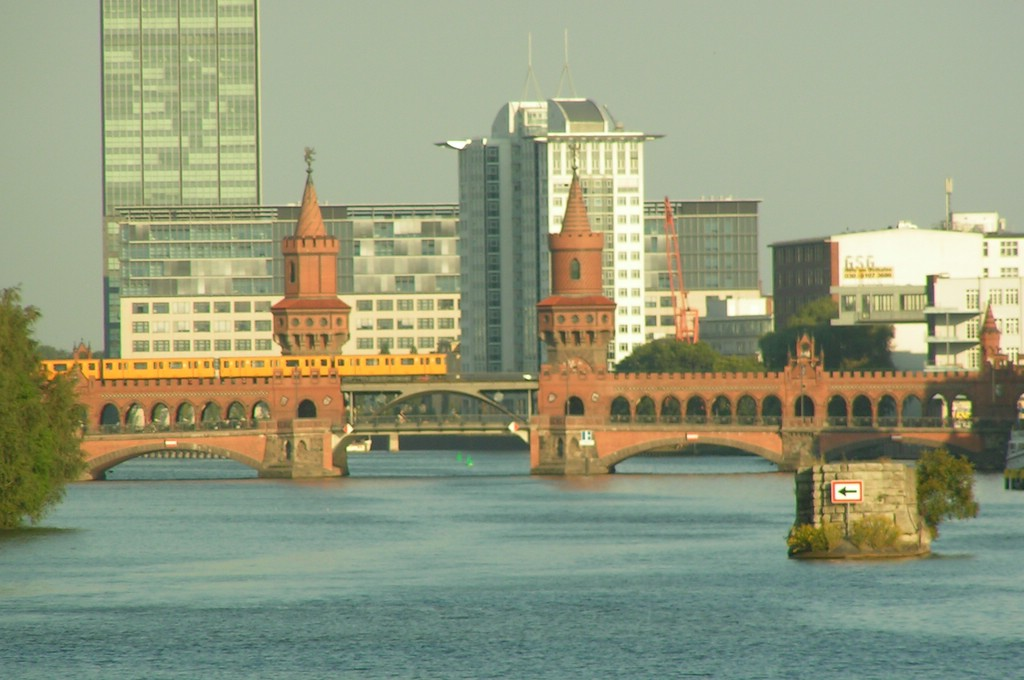
Die Oberbaumbrücke

Für den im Rahmen der Bezirksfusion vom 1. Januar 2001 entstandenen neuen Bezirk Friedrichshain-Kreuzberg wurde die Schaffung eines neuen Wappens in Auftrag gegeben. Im Februar 2002 wurde ein Entwurf des Bezirks vom Senat gebilligt, da die Bezirksverordnetenversammlung aber über diesen Entwurf noch nicht abgestimmt hatte, konnte es nicht genehmigt werden. Dieses Wappen entsprach weitestgehend dem Wappen Friedrichshain. Die Brücke wurde ein wenig verändert und über dem Mittelbogen der Brücke schwebend ein schwarzes tatzenkreuzförmiges Hochkreuz für den Bezirk Kreuzberg eingefügt. Dieser Entwurf fand jedoch kein Zustimmung, so dass das Wappen noch einmal überarbeitet werden musste.
Am 7. Oktober 2003 wurde das jetzige Wappen vom Berliner Senat dem Bezirk Friedrichshain-Kreuzberg verliehen. Die Beschreibung (Blasonierung) siehe oben. Der blaue Wellenfuß des Schilds symbolisiert die Spree, die einerseits die beiden Ortsteile teilt, und die rote Brücke symbolisiert die Oberbaumbrücke, die andererseits die beiden Ortsteile wieder miteinander verbindet.

## Wappen der Ortsteile und Ortslagen

### Stralau

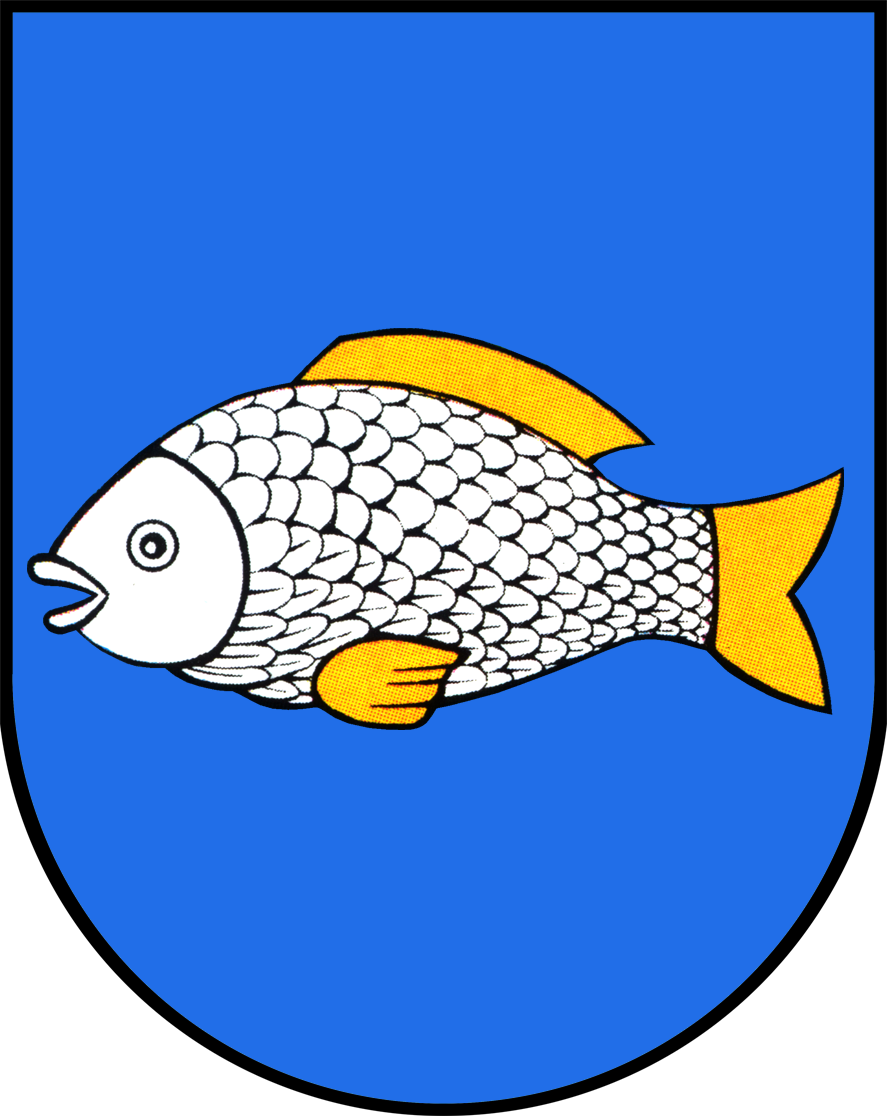
Wappen Stralaus von 1987

Stralau hatte ein modernes Farbsiegel mit einem schwimmenden Karpfen im Siegelfeld und der Umschrift „DORF-SIEGEL STRALOW“. Das Wappen der ehemaligen Landgemeinde Stralau zeigt in blauem Schild einen von (heraldisch) links nach rechts schwimmenden silbernen Karpfen mit goldenen Flossen. Der Lage Stralaus auf einer Halbinsel zwischen der Spree und dem Rummelsburger See wird durch die blaue Tingierung des Schildes Ausdruck gegeben. Der Karpfen steht symbolisch für den Fischfang, der damals der Haupterwerbszweig der Bevölkerung (zum größten Teil Fischer) war. Dieses Wappen symbolisiert so auf sehr einfacher Weise, dass es sich bei Stralau um ein altes Fischerdorf handelt.
Das Wappen verlor mit der Eingemeindung Stralaus nach Groß-Berlin 1920 seine Gültigkeit und verschwand aus dem amtlichen Gebrauch.